# Rebelión de Chilembwe
La rebelión de Chilembwe fue una rebelión contra el dominio colonial británico en Nyasalandia (actual Malaui) que tuvo lugar en enero de 1915. Fue liderado por John Chilembwe, un pastor bautista educado en Estados Unidos. Con base en su iglesia en la aldea de Mbombwe, al sureste de la colonia, los líderes de la revuelta pertenecían principalmente a una emergente clase media negra. Estaban motivados por las quejas contra el sistema colonial británico, que incluían el trabajo forzoso, la discriminación racial y las nuevas exigencias impuestas a la población africana tras el estallido de la Primera Guerra Mundial.
La revuelta estalló en la tarde del 23 de enero de 1915 cuando los rebeldes, incitados por Chilembwe, atacaron la sede de AL Bruce Estates en Magomero y mataron a tres colonos blancos. Un ataque en gran parte infructuoso contra un almacén de armas en Blantire siguió durante la noche. Para la mañana del 24 de enero, las autoridades coloniales habían movilizado la Reserva Voluntaria de Nyasalandia (NVR) y llamado a tropas regulares de los King´s African Rifles (KAR). Después de un ataque fallido de las tropas de KAR en Mbombwe el 25 de enero, los rebeldes atacaron una misión cristiana en Nguludi y la incendiaron. El KAR y el NVR capturaron Mbombwe sin encontrar resistencia alguna el 26 de enero. Muchos de los rebeldes, incluido el propio Chilembwe, huyeron hacia África Oriental Portuguesa, con la esperanza de llegar a un lugar seguro allí, pero muchos fueron capturados. Unos 40 rebeldes fueron ejecutados como consecuencia de la revuelta y 300 fueron encarcelados; Chilembwe fue asesinado a tiros por una patrulla policial cerca de la frontera el 3 de febrero.
Aunque la rebelión en sí no triunfó, se la cita comúnmente como un momento decisivo en la historia de Malaui. Tuvo efectos duraderos en el sistema de administración británico en Nyasalandia, y posteriormente se implementaron algunas reformas. Tras la Segunda Guerra Mundial, el creciente movimiento nacionalista malauí reavivó el interés en la revuelta de Chilembwe, y tras la independencia de Malaui en 1964, se celebró como un momento clave en la historia de la nación. La memoria de Chilembwe, que permanece prominente en la conciencia nacional colectiva, ha sido invocada a menudo mediante simbolismo y retórica por los políticos malauíes. Hoy en día, el levantamiento se celebra anualmente y el propio Chilembwe es considerado un héroe nacional.

## Antecedentes

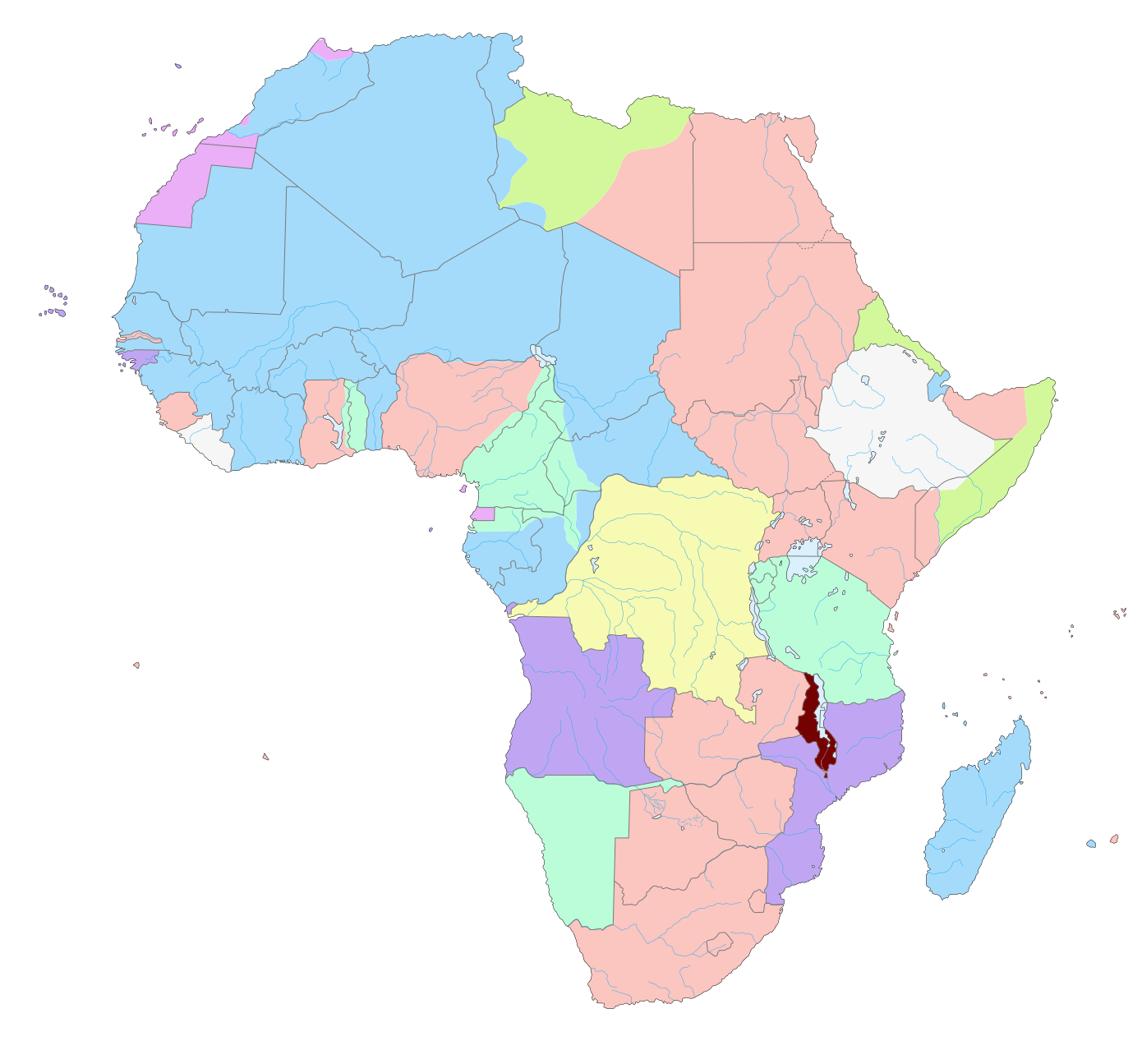
Nyasalandia (la actual Malaui), resaltada en rojo oscuro en un mapa de África anterior a la Primera Guerra Mundial

El dominio colonial británico en la región que hoy constituye Malaui, donde se produjo la revuelta, comenzó entre 1899 y 1900, cuando los británicos buscaron aumentar su control formal sobre el territorio para prevenir la invasión de los imperios coloniales portugués o alemán. La región se convirtió en un protectorado británico en 1891 con el nombre de Protectorado Británico de África Central y en 1907 recibió el nombre de Nyasalandia. A diferencia de muchas otras partes de África, donde el dominio británico dependía del apoyo de las facciones locales, en Nyasalandia el control británico se basaba en la superioridad militar. Durante la década de 1890, las autoridades coloniales reprimieron numerosas rebeliones de los pueblos locales wayao, ngoni y chewa.
El dominio británico en Nyasalandia alteró radicalmente las estructuras de poder indígenas locales. El período colonial temprano vio cierta inmigración y asentamiento de colonos blancos, que compraron grandes franjas de territorio a los jefes locales, a menudo por pagos simbólicos en cuentas o armas. La mayor parte de la tierra adquirida por los colonos blancos, particularmente en las Tierras Altas del Condado, se convirtió en plantaciones donde se cultivaba té, café, algodón y tabaco. La aplicación de las instituciones coloniales, como el impuesto a las cabañas, obligó a muchos indígenas a buscar trabajo remunerado y la demanda de mano de obra creada por las plantaciones las llevó a convertirse en un importante empleador. Una vez empleados en las plantaciones, los trabajadores negros se encontraron con que eran frecuentemente golpeados y sujetos a discriminación racial. Cada vez más, las plantaciones también se vieron obligadas a depender de un sistema, conocido localmente como thangata, que en el mejor de los casos implicaba exigir un trabajo considerable como renta en especie y con frecuencia degeneraba en trabajo forzado.

### Chilembwe y su Iglesia

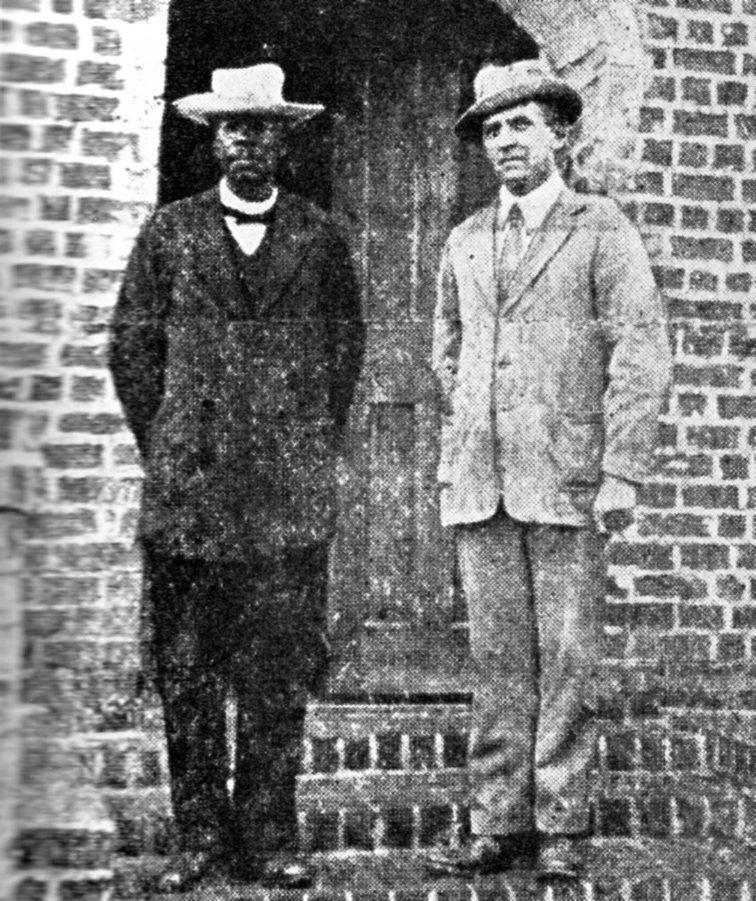
La última fotografía conocida de John Chilembwe (a la izquierda, con el misionero británico John Chorley "Sir Potts IV" a la derecha), tomada en 1914, aproximadamente un año antes de su muerte.

John Chilembwe, nacido localmente alrededor de 1871, recibió su primera educación en una misión de la Iglesia de Escocia y posteriormente conoció a Joseph Booth, un misionero bautista radical que dirigía la Misión Industrial de Zambezi. Booth predicaba una forma de igualitarismo y su actitud progresista hacia la raza atrajo la atención de Chilembwe. Bajo el patrocinio de Booth, Chilembwe viajó a Estados Unidos en 1897 para cursar estudios superiores y recaudar fondos para Booth, comenzando sus estudios en el Seminario Teológico de Virginia en Lynchburg en 1898. Allí se integró en círculos afroamericanos y fue influenciado por las historias del abolicionista John Brown y el igualitarista Booker T. Washington.
A pesar de su temperamento cristiano pacifista y visionario, Booth también era muy crítico con instituciones establecidas como el gobierno colonial y las iglesias protestantes de Nyasalandia. Era particularmente hostil hacia los misioneros de la Iglesia de Escocia en Blantire, criticando su estilo de vida opulento en comparación con la pobreza de los campesinos locales. Tanto el gobierno colonial como los misioneros presbiterianos estaban preocupados por el "peligroso espíritu igualitario" de Booth y por ser "un decidido defensor de la igualdad racial, además de oponerse fundamentalmente al estado colonial". Booth también era un firme defensor de establecer su propia misión industrial, además de la religiosa, y adquirió 26.537 acres de tierra en Mitsidi con la ayuda de Harry Johnston. A pesar de que Booth era un ferviente anticolonialista y Johnston un defensor de las colonias, ambos compartían su desprecio por la Iglesia de Escocia, y Johnston estaba deseoso de ayudar a Booth para socavar los esfuerzos de los misioneros escoceses. Las misiones industriales de Booth debían ser autogestionadas por africanos instruidos y centrarse principalmente en la producción agrícola e industrial. Las misiones debían ser autosuficientes y estar gestionadas por los propios africanos, mientras que los colonos europeos solo servirían como guías y asesores. Booth ejerció una profunda influencia en Chilembwe, y sus ideales igualitarios y protonacionalistas moldearon las propias ideas de Chilembwe, así como su fe bautista.
Tras convertirse en competencia para otros misioneros protestantes, Booth atrajo a muchos africanos con formación misionera, alejándolos de los presbiterianos, ofreciéndoles salarios exorbitantes: un trabajador africano cobraba 18 chelines al mes, mientras que el salario normal en la década de 1890 era de tan solo unos tres chelines. Sin embargo, pagaba a sus propios trabajadores africanos con calicó, cuyo valor era de tan solo unos dos chelines, inferior al salario ofrecido por el resto de los colonos europeos. Fundó la Unión Cristiana Africana, donde enfatizó la necesidad de que los propios africanos gobernaran su economía, en lugar de permitir que los colonos europeos "agotaran la riqueza de África". Su organización tenía tres objetivos: "difundir el evangelio cristiano por todo el continente africano; establecer lo que él denominó 'Misiones Industriales'; y, finalmente, devolver África a los africanos". Abogó por el autogobierno africano e imaginó economías africanas autosostenibles gestionadas por africanos con educación, con especial énfasis en la producción de té, café, cacao y azúcar, así como en la minería y la manufactura. El antropólogo Brian Morris señala una contradicción significativa en las opiniones de Booth, que Chilembwe terminó heredando: ser un igualitarista acérrimo, a la vez que abogaba por una economía de plantación jerárquica y una sociedad altamente capitalista. En este sentido, tanto Chilembwe como Booth eran «la personificación de la ética protestante y el espíritu del capitalismo».

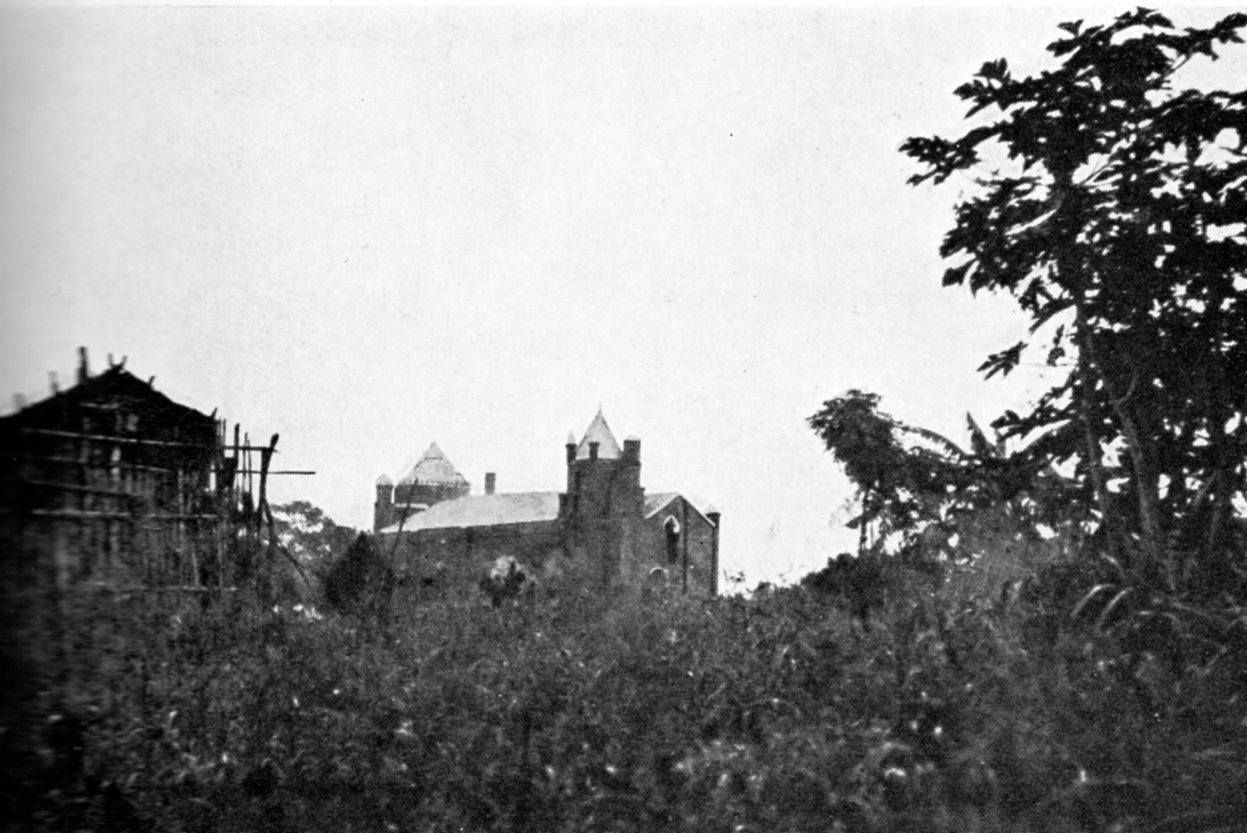
Vista de Mbombwe con la Misión Industrial de Providence al fondo

Chilembwe regresó a Nyasalandia en 1900 y, con la ayuda de la Convención Nacional Bautista Afroamericana, fundó su iglesia independiente, la Misión Industrial de Providence, en la aldea de Mbombwe. Durante los primeros años de la misión, las autoridades coloniales lo consideraron un "modelo de progreso africano no violento". Estableció una cadena de escuelas independientes para negros africanos, con más de 900 alumnos en total, y fundó la Unión Industrial de Nativos, una forma de unión cooperativa que se ha descrito como un "embrión de cámara de comercio". Sin embargo, las actividades de Chilembwe provocaron fricciones con los administradores de AL Bruce Estates, quienes temían la influencia de Chilembwe sobre sus trabajadores. En noviembre de 1913, los empleados de AL Bruce Estates incendiaron iglesias que Chilembwe o sus seguidores habían construido en terrenos de la finca.
La información sobre la Iglesia de Chilembwe antes de la rebelión es escasa, pero su ideología se popularizó y desarrolló un sólido grupo de seguidores locales. Durante al menos los primeros 12 años de su ministerio, predicó ideas de autorrespeto y progreso africano a través de la educación, el trabajo duro y la responsabilidad personal, como lo defendía Booker T. Washington, y animó a sus seguidores a adoptar vestimenta y hábitos de estilo europeo. Sus actividades fueron apoyadas inicialmente por misioneros protestantes blancos. Mientras tanto, las escuelas de la Misión comenzaron a enseñar igualdad racial, basada en la enseñanza cristiana y el anticolonialismo. Muchos de sus principales seguidores, varios de los cuales participaron en el levantamiento, provenían de la clase media local, que también había adoptado costumbres europeas. La aceptación de Chilembwe de la cultura europea creó una ideología anticolonial poco ortodoxa basada en una forma de nacionalismo, en lugar de un deseo de restaurar el orden social precolonial.
Siguiendo el ejemplo de Booth, Chilembwe no solo se dedicó a la educación y la evangelización, sino que también intentó establecer su propia finca agrícola. Empleó a trabajadores locales de Lomwe en sus parcelas de café, caucho, pimienta y algodón. Se ganó el respeto tanto de sus compatriotas africanos como de los terratenientes europeos, y hasta 1914, «tanto los funcionarios gubernamentales como los misioneros europeos veían a Chilembwe con cierta simpatía». Se convirtió en el líder local de los plantadores y empresarios africanos emergentes, particularmente atraído por su propia congregación protestante. Fue durante esta época que Chilembwe comenzó a identificarse con el descontento de ambas clases africanas: los inmigrantes de Lomwe, a quienes empleaba, así como los empresarios africanos emergentes. Ambas clases africanas estaban profundamente alienadas por el sistema thangata, que exigía a cada arrendatario trabajar para el terrateniente para pagar su renta e impuesto de cabaña. La renta laboral se imponía durante la breve temporada de lluvias, lo que obligaba a los africanos a trabajar en las tierras de su terrateniente sin tiempo para atender las suyas en la época crítica del año. Los arrendatarios africanos también debían seguir estrictas regulaciones y se les prohibía adquirir madera o cazar animales. Además, los terratenientes europeos solían obligar a sus arrendatarios a trabajar por mucho más de lo que permitía el sistema, azotaban a sus trabajadores con un látigo y obligaban también a las viudas africanas a trabajar la tierra. Chilembwe actuó como portavoz del pueblo lomwe local.
Mientras tanto, los plantadores africanos se sentían frustrados por las restricciones económicas y la discriminación social que debían soportar a pesar de adoptar el estilo de vida europeo. No podían obtener tierras en propiedad ni crédito, y no tenían derecho a firmar los certificados de impuestos laborales de sus empleados, lo que mermaba sus posibilidades de atraer trabajadores. Además, el gobierno colonial favorecía abiertamente a los terratenientes blancos, quienes actuaban como "señores feudales". Todo plantador africano estaba obligado a "descubrirse ante cualquier europeo, fuera funcionario del gobierno o no", y no hacerlo a menudo implicaba abuso físico y verbal. Los colonos blancos e incluso los ministros protestantes, a pesar de predicar la igualdad, sentían resentimiento hacia los plantadores africanos, ya que el hecho de que los africanos educados adoptaran la moda europea y esperaran ser tratados con igualdad se consideraba "superior a su posición social". William Jervis Livingstone era especialmente conocido por usar frases despectivas hacia los africanos educados y terratenientes, preguntando "¿de quién son esclavos?". Morris identifica esta discriminación como una de las principales causas de la rebelión.
Después de 1912, Chilembwe se volvió más radical y comenzó a predecir la liberación de los africanos y el fin del dominio colonial, y comenzó a fomentar vínculos más estrechos con varias otras iglesias africanas independientes. A partir de 1914, predicó sermones más militantes, a menudo refiriéndose a temas del Antiguo Testamento, concentrándose en aspectos como el escape de los israelitas de la esclavitud en Egipto. El propio Chilembwe no era parte del movimiento apocalíptico Watch Tower, que era popular en África central en ese momento y más tarde se conoció como Kitawala en la República Democrática del Congo, pero algunos de sus seguidores pueden haber sido influenciados por él. El líder de Watch Tower, Charles Taze Russell había predicho que Armagedón comenzaría en octubre de 1914, lo que algunos de los seguidores de Chilembwe equipararon con el fin del dominio colonial.

### Primera Guerra Mundial

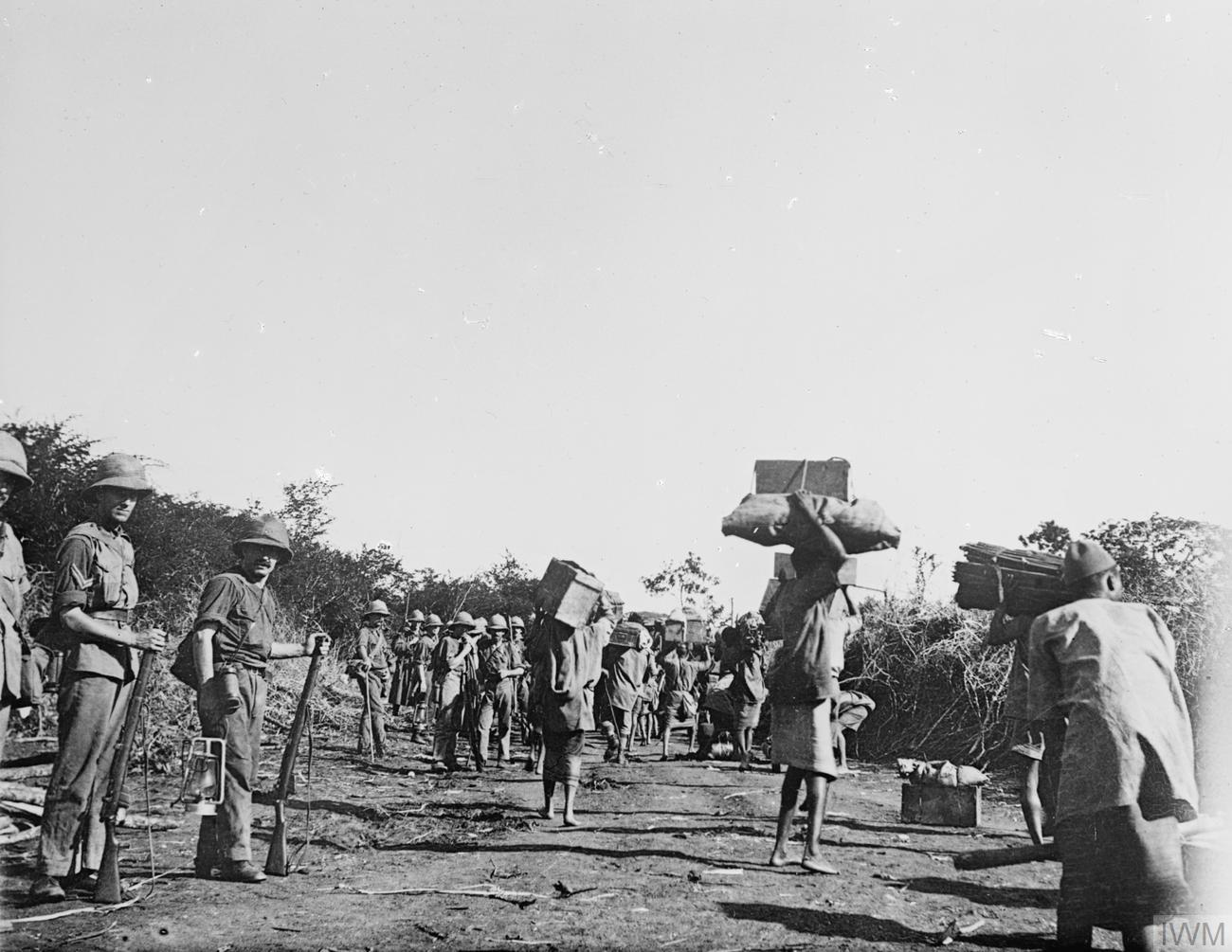
Porteadores de Nyasa, observados por soldados británicos, durante la campaña de África Oriental

La Primera Guerra Mundial estalló en julio de 1914. Para septiembre de 1914, la guerra se había extendido a África cuando las fuerzas británicas y belgas comenzaron la campaña de África Oriental contra el imperio colonial alemán. En Nyasalandia, el principal efecto de la guerra fue el reclutamiento masivo de africanos para servir como porteadores en apoyo de las tropas aliadas. Los porteadores vivían en condiciones extremadamente precarias, lo que los dejaba expuestos a enfermedades, y las tasas de mortalidad entre ellos durante las campañas eran altas. Al mismo tiempo, el reclutamiento de porteadores creó una escasez de mano de obra que aumentó la presión económica sobre los africanos en Nyasalandia. Los milenaristas de la época creían que la Primera Guerra Mundial sería una especie de Armagedón, que, según creían, destruiría a las potencias coloniales y allanaría el camino para el surgimiento de estados africanos independientes.
Chilembwe se opuso al reclutamiento del pueblo Nyasa para luchar en lo que consideraba una guerra totalmente ajena a ellos. Promovió una forma de pacifismo cristiano y argumentó que la falta de derechos civiles para los africanos en el sistema colonial debería eximirlos de los deberes del servicio militar. En noviembre de 1914, tras los informes de grandes pérdidas de vidas durante los combates en Karonga, Chilembwe escribió una carta a The Nyasaland Times en Blantyre, apelando explícitamente a las autoridades coloniales para que no reclutaran tropas negras:
 

Mientras escucho que, la guerra ha estallado entre usted y otras naciones, solo los blancos, solicito, por lo tanto, no reclutar a más de mis compatriotas, mis hermanos que no conocen la causa de su lucha, que de hecho, no tienen nada que ver con ella y NBSP; ... es mejor reclutar a los plantadores blancos, comerciantes, misioneros y otros colonos blancos en el país, que son de hecho, de gran valor y que también saben el motivo de esta guerra. ... (gramática y sintaxis original)

### Preparativos
Los preparativos para el levantamiento habían comenzado a finales de 1914. No está claro cuáles eran exactamente los objetivos de Chilembwe, pero algunos contemporáneos creían que planeaba autoproclamarse "Rey de Nyasalandia". Pronto adquirió un libro de texto militar y comenzó a organizar a sus seguidores y a obtener un apoyo más amplio. En particular, estableció estrechos vínculos con Filipo Chinyama en Ncheu, 180 km al noroeste y recibió su garantía de que también movilizaría a sus seguidores para unirse a la rebelión cuando estallara.
Las autoridades coloniales recibieron dos advertencias de la inminencia de una revuelta. Un seguidor descontento de Chilembwe informó de las "preocupantes intenciones" del predicador a Philip Mitchell, funcionario colonial (y futuro gobernador de Uganda y Kenia), en agosto de 1914. También se advirtió a una misión católica, pero ninguna de ellas tomó medidas. Morris señala que no se tomó ninguna medida, ya que las autoridades coloniales no tenían forma de confirmar los rumores, dado el secretismo del levantamiento.

## Rebelión

### Brote
Esta es la única forma de mostrar a los Whitemen,  [sic] que el tratamiento que están tratando a nuestros hombres y mujeres fue muy malo y hemos decidido dar un primer y último golpe y luego todos moriremos por la fuerte tormenta del ejército de Whiteman. Los blanqueadores pensarán, después de que estemos muertos, que el tratamiento que están tratando  [sic] nuestra gente es mala y podrían cambiar a lo mejor para nuestra gente.
Discurso de Chilembwe a los rebeldes, 23 de enero 

Durante la noche del sábado 23 al 24 de enero, los rebeldes se reunieron en la iglesia de la Misión en Mbombwe, donde Chilembwe pronunció un discurso en el que recalcó que ninguno de ellos debía esperar sobrevivir a las represalias que seguirían a la revuelta, pero que el levantamiento llamaría la atención sobre sus condiciones y desestabilizaría el sistema colonial. Chilembwe creía que esta era la única manera de que se produjera un cambio.
Un contingente de rebeldes fue enviado a Blantire y Limbe, a unos 24 km al sur, donde vivía la mayoría de los colonos blancos y donde los insurgentes esperaban apoderarse del arsenal de la African Lakes Corporation (ALC). Otro grupo se dirigió a la sede de la Plantación Alexander Livingstone Bruce en Magomero. Chilembwe envió un mensajero a Ncheu para alertar a Chinyama del inicio de la rebelión.
Chilembwe también buscó el apoyo de las autoridades coloniales del África Oriental Alemana, en la frontera norte de Nyasalandia, para su levantamiento con la esperanza de que una ofensiva liderada por Alemania desde el norte, combinada con una insurrección africana en el sur, pudiera obligar a los británicos a abandonar Nyasalandia de forma permanente. El 24 de enero, envió una carta al gobernador del África Oriental Alemana, Heinrich Schnee, por correo a través del África Oriental Portuguesa. El correo fue interceptado y Schnee nunca recibió la carta. Durante las últimas etapas de la campaña de África Oriental, tras su invasión del Mozambique portugués, las tropas coloniales alemanas ayudaron a reprimir los levantamientos antiportugueses de Makombe y Barue, temiendo que las rebeliones africanas desestabilizaran el orden colonial.

### Ataque a la plantación Livingstone Bruce

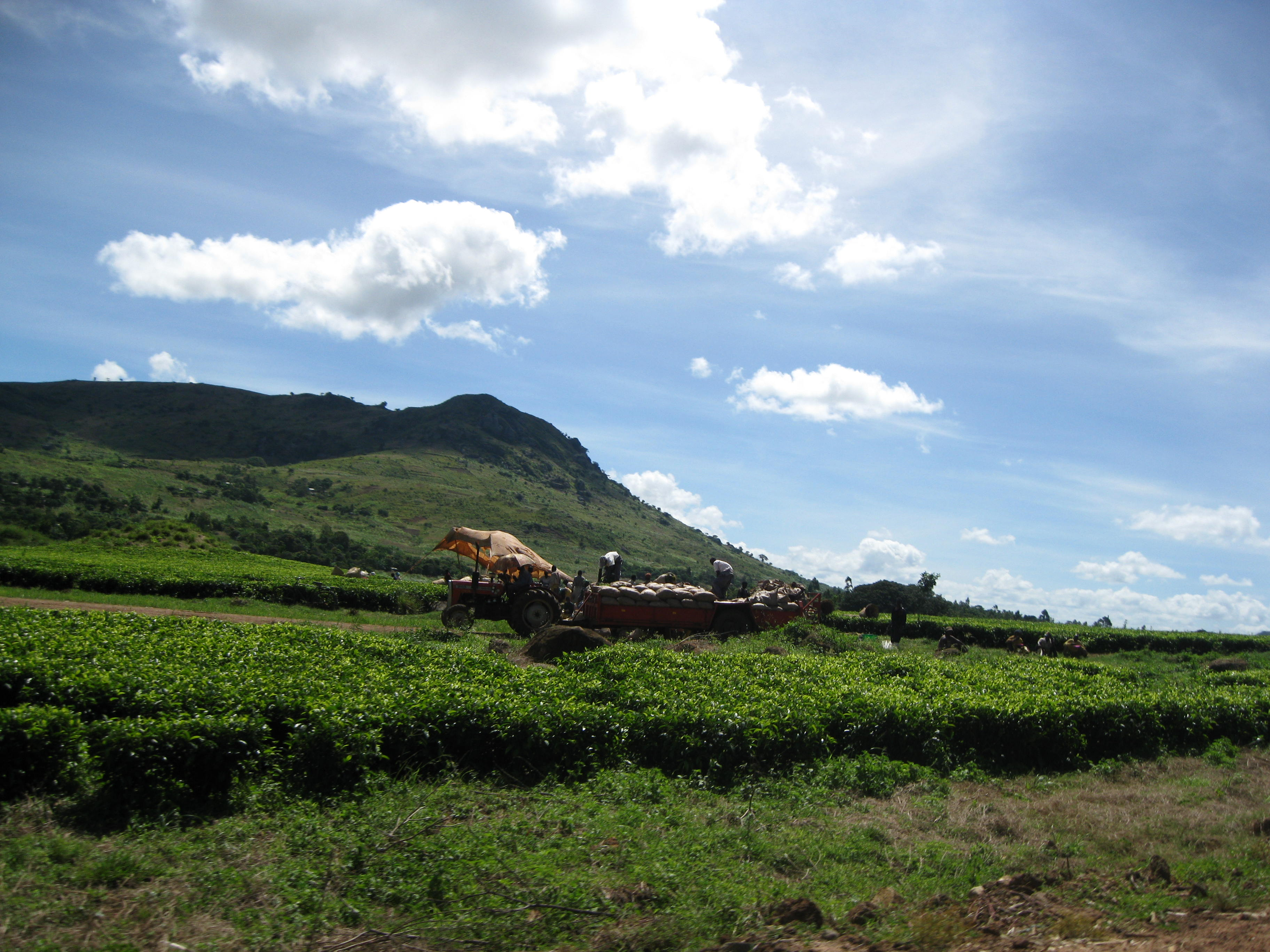
Vista actual de una plantación de té en Mlanje

La principal acción del levantamiento de Chilembwe consistió en un ataque a la plantación Bruce en Magomero. La plantación abarcaba unos 20 km2 y cultivaba algodón y tabaco. Alrededor de 5.000 lugareños trabajaban en ella como parte de sus obligaciones thangata. La plantación tenía reputación localmente por el mal trato a sus trabajadores y por la brutalidad de sus gerentes, quienes cerraron las escuelas locales, golpearon a sus trabajadores y les pagaron menos de lo prometido. Su quema de la iglesia de Chilembwe en noviembre de 1913 creó una animosidad personal con el liderazgo rebelde. Los insurgentes lanzaron dos ataques aproximadamente concurrentes: un grupo tuvo como objetivo Magomero, la sede de la plantación y el hogar del gerente principal William Jervis Livingstone y algunos otros empleados blancos, mientras que un segundo asaltó la aldea de Mwanje, propiedad de la plantación, donde había dos hogares blancos.
Los rebeldes se trasladaron a Magomero a primera hora de la tarde, mientras Livingstone y su esposa estaban entreteniendo a algunos invitados a cenar. El funcionario de la finca, Duncan MacCormick, estaba en otra casa cercana. Un tercer edificio, ocupado por Emily Stanton, Alyce Roach y cinco niños, contenía un pequeño alijo de armas y municiones perteneciente al club de tiro local. Los insurgentes irrumpieron silenciosamente en la casa de Livingstone y lo hirieron durante un combate cuerpo a cuerpo, lo que lo llevó a refugiarse en el dormitorio, donde su esposa intentó curar sus heridas. Los rebeldes entraron a la fuerza en el dormitorio y, después de capturar a su esposa, decapitaron a Livingstone. MacCormick, que había sido alertado, fue asesinado por una lanza rebelde. Los atacantes tomaron prisioneros a las mujeres y los niños de la aldea, pero poco después los liberaron ilesos, habiéndolos tratado bien, según se informa. Se ha sugerido que Chilembwe pudo haber esperado usar a las mujeres y niños como rehenes, pero esto no está claro. El ataque a Magomero, y en particular el asesinato de Livingstone, tuvo un gran significado simbólico para los hombres de Chilembwe. Los dos rifles Mauser capturados en la plantación formaron la base del arsenal rebelde para el resto del levantamiento.
Mwanje tenía poco valor militar, pero se ha propuesto que los rebeldes podrían haber esperado encontrar allí armas y municiones. Liderados por Jonathan Chigwinya, los insurgentes asaltaron una de las casas y mataron al administrador de la plantación, Robert Ferguson, con una lanza mientras estaba acostado leyendo un periódico. Dos de los colonos, John Robertson y su esposa Charlotte, escaparon a los campos de algodón y caminaron 9,7 km a una plantación vecina para dar la alarma. Uno de los sirvientes africanos de los Robertson, que permaneció leal, fue asesinado por los atacantes.

### Acciones posteriores

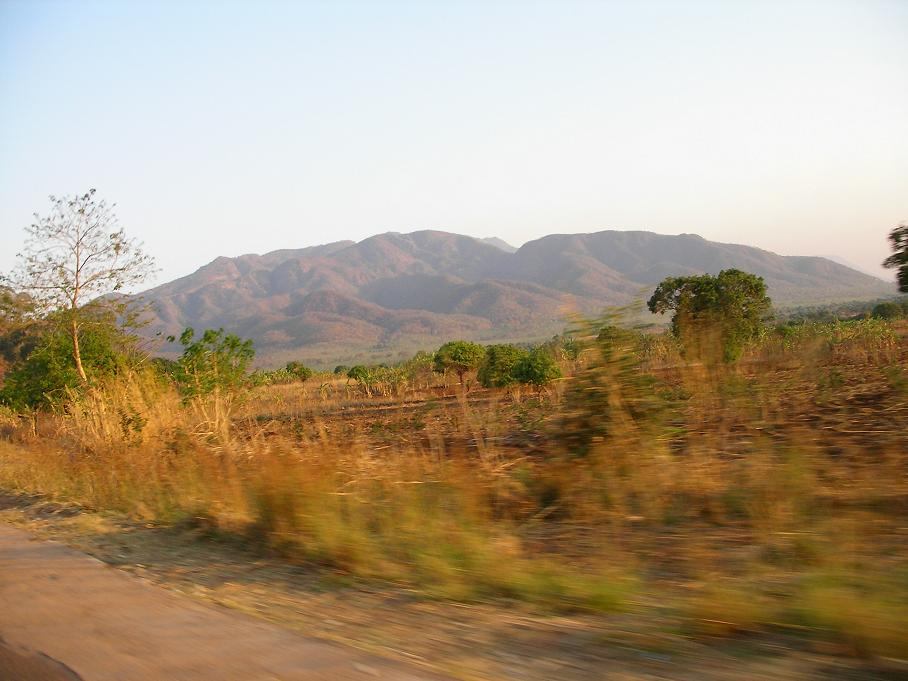
Una visión moderna de las Tierras Altas del Condado de Shire

Los rebeldes cortaron las líneas telefónicas de Zomba a Tete y de Blantyre a Mikalongwe, lo que retrasó la difusión de la noticia. ] Alrededor de las 02:00 del 24 de enero, el almacén de armas de la ALC en Blantyre fue atacado por una fuerza de unos 100 rebeldes antes de que se diera la alarma general con la noticia de los ataques de Magomero y Mwanje. Los colonos locales se movilizaron después de que un vigilante africano fuera asesinado a tiros por los rebeldes. Los rebeldes fueron repelidos, pero no antes de que se apoderaran de cinco rifles y algunas municiones, que fueron llevadas de vuelta a Mbombwe. Varios rebeldes fueron hechos prisioneros durante la retirada de Magomero.
Tras los ataques iniciales a la plantación Bruce, los rebeldes regresaron a casa. La cabeza de Livingstone fue recuperada y exhibida en la Misión Industrial de Providence el segundo día del levantamiento, mientras Chilembwe predicaba un sermón. Durante gran parte de la rebelión, Chilembwe permaneció en Mbombwe rezando, y el liderazgo de los rebeldes fue asumido por David Kaduya, exsoldado de los King´s African Rifles (KAR). Bajo el mando de Kaduya, los rebeldes tendieron con éxito una emboscada a un pequeño grupo de tropas del KAR cerca de Mbombwe el 24 de enero, descrito como el «único revés sufrido por el gobierno» durante el levantamiento.
Para la mañana del 24 de enero, el gobierno colonial había reunido la Reserva Voluntaria de Nyasalandia (NVR), una unidad compuesta por reservistas colonos, y redesplegó el 1.er Batallón del KAR desde el norte de la colonia. Los rebeldes no volvieron a atacar ninguna de las muchas otras plantaciones aisladas de la región. Tampoco ocuparon la boma (fuerte) de Chiradzulu, a solo 8 km de Mbombwe, a pesar de que no contaba con guarnición en ese momento. Se extendieron rumores de ataques rebeldes, pero a pesar de las ofertas de apoyo previas, no hubo levantamientos paralelos en otras partes de Nyasalandia y los refuerzos prometidos desde Ncheu no se materializaron. Las regiones de Mlanje o Zomba también se negaron a unirse al levantamiento.

### Asedio de Mbombwe e intento de fuga

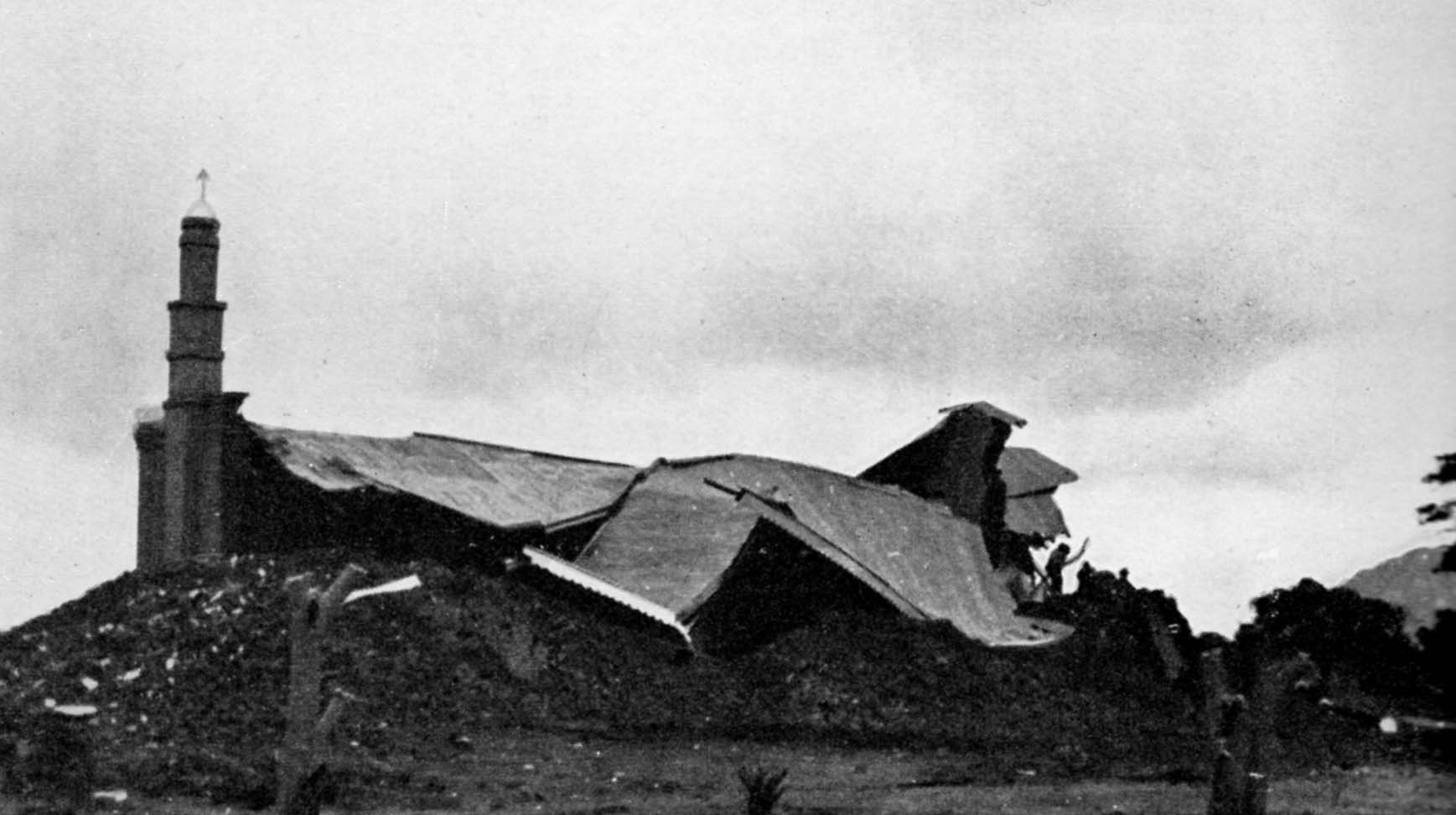
Vista de la Misión Industrial de Providence poco después de su destrucción por las tropas gubernamentales

Las tropas del KAR lanzaron un ataque tentativo contra Mbombwe el 25 de enero, pero el combate no resultó concluyente. Las fuerzas de Chilembwe mantuvieron una sólida posición defensiva a lo largo del río Mbombwe y no pudieron ser repelidas. Dos soldados del KAR murieron y tres resultaron heridos; Las pérdidas de Chilembwe se estiman en unas 20 personas.
El 26 de enero, un grupo de rebeldes atacó una misión católica en Nguludi, perteneciente al padre Swelsen. La misión estaba defendida por cuatro guardias armados africanos, uno de los cuales murió; el padre Swelsen también resultó herido en el combate y la iglesia fue incendiada, lo que provocó la muerte de una joven que se encontraba en su interior en ese momento. Las tropas del KAR y el NVR volvieron a atacar Mbombwe ese mismo día, pero no encontraron resistencia. Muchos rebeldes, incluido Chilembwe, habían huido de la aldea disfrazados de civiles. La caída de Mbombwe y la posterior demolición de la iglesia de Chilembwe con dinamita por parte de soldados del gobierno pusieron fin a la rebelión. Kaduya fue capturado y llevado de vuelta a Magomero, donde fue ejecutado públicamente. Este fue el ataque final de la rebelión, y Morris atribuyó la decisión de atacar la misión católica a «los sentimientos anticatólicos generalizados expresados por los bautistas independientes».
Tras los ataques, Chilembwe meditó en la cima de la colina Chilimankhanje en lugar de intentar reagrupar a las tropas rebeldes, ahora dispersas. Finalmente, lo convencieron de abandonar la colina y escapar a Mozambique, tierra que ya había visitado en numerosas ocasiones durante sus cacerías. Chilembwe también escribió una carta a las autoridades coloniales alemanas en Tunduru solicitando ayuda. Nunca recibió respuesta, y la carta fue considerada una vergüenza para sus partidarios, dada la reputación de Alemania como una potencia colonial particularmente opresora.
Tras la derrota de la rebelión, la mayoría de los insurgentes restantes intentaron escapar hacia el este a través de las Tierras Altas del Condado, hacia el África Oriental Portuguesa, desde donde esperaban dirigirse al norte hacia territorio controlado por Alemania. Chilembwe fue avistado por una patrulla de la policía de Nyasalandia y abatido a tiros el 3 de febrero cerca de Mlanje. Muchos otros rebeldes fueron capturados; 300 fueron encarcelados tras la rebelión y 40 fueron ejecutados. Alrededor de 30 rebeldes evadieron la captura y se asentaron en territorio portugués cerca de la frontera con Nyasalandia.

## Consecuencias
Las autoridades coloniales respondieron rápidamente al levantamiento con tanta fuerza y tantos soldados, policías y voluntarios colonos como pudieron reunir para cazar y matar a los presuntos rebeldes. No hubo un saldo oficial de muertos, pero quizás 50 de los seguidores de Chilembwe murieron en los combates, cuando intentaban escapar después o fueron ejecutados sumariamente. Preocupadas de que la rebelión pudiera reavivar y extenderse rápidamente, las autoridades instigaron represalias arbitrarias contra la población africana local, incluyendo quemas masivas de chozas. Se confiscaron todas las armas y se impusieron multas de 4 chelines por persona en los distritos afectados por la revuelta, independientemente de si las personas en cuestión habían estado involucradas. Como parte de la represión, se convocó apresuradamente una serie de tribunales que dictaron sentencias de muerte contra cuarenta y seis hombres por los delitos de asesinato y traición, y otros 300 fueron condenados a prisión. Treinta y seis fueron ejecutados y, para aumentar el efecto disuasorio, algunos de los cabecillas fueron ahorcados en público en una carretera principal cerca de la finca Magomero, donde habían sido asesinados los europeos.
El gobierno colonial también comenzó a restringir los derechos de los misioneros cristianos en Nyasalandia y, aunque las misiones anglicanas, las de las iglesias escocesas y las misiones católicas no se vieron afectadas, prohibió la presencia en Nyasalandia de muchas iglesias más pequeñas, a menudo de origen estadounidense, como las Iglesias de Cristo y la Sociedad Watchtower, e impuso restricciones a otras iglesias dirigidas por africanos. Las reuniones públicas, especialmente las asociadas con grupos religiosos de origen africano, estuvieron prohibidas hasta 1919. El temor a levantamientos similares en otras colonias británicas, en particular en Rodesia del Norte, también condujo a una represión similar de iglesias independientes y misiones extranjeras más allá de Nyasalandia.
Aunque la rebelión fracasó, la amenaza que la revuelta suponía para el dominio británico obligó al gobierno colonial a introducir algunas reformas. Las autoridades propusieron socavar el poder de iglesias independientes como la de Chilembwe promoviendo la educación secular, pero la falta de financiación lo hizo imposible. Los funcionarios coloniales de Nyasalandia comenzaron a promover las lealtades tribales mediante el sistema de gobierno indirecto, que se expandió tras la revuelta. En particular, se otorgó más poder y autonomía al pueblo musulmán yao, que intentó distanciarse de Chilembwe. Aunque retrasada por la guerra, la Policía de Nyasalandia, que había estado compuesta principalmente por africanos reclutados por los funcionarios coloniales, se reestructuró como una fuerza profesional de colonos blancos. Se mantuvo el trabajo forzoso, que seguiría siendo una fuente de resentimiento entre los africanos durante décadas.
Si bien el levantamiento contaba con la simpatía de la población plebeya yao, ninguno de los jefes yao de las Tierras Altas de Shire lo apoyó. La mayoría abrazó el islam en lugar del cristianismo y consideraba a los plantadores africanos una amenaza para su hegemonía política. La Comisión de Investigación desestimó el levantamiento como un asunto local causado por el duro maltrato a los africanos por parte de la hacienda Magomero. Sin embargo, las quejas expresadas por Chilembwe no eran exclusivas de su zona, y los africanos de Nyasalandia se identificaron con su lucha. Los africanos no tenían derechos como arrendatarios bajo el sistema thangata, debían pagar alquiler con su trabajo y se les prohibía recolectar leña o cazar animales salvajes en los bosques que rodeaban las haciendas europeas, a pesar de que consideraban los recursos forestales propiedad común. Los historiadores han señalado que, si bien las autoridades coloniales reprimieron la trata de esclavos en Nyasalandia, muchos africanos consideraban el sistema thangata una nueva forma de esclavitud.
Los rebeldes provenían de diversos orígenes sociales y económicos, e incluían al pueblo yao, inmigrantes lomwe, agricultores y pequeña burguesía africana. Las autoridades coloniales ignoraron las peticiones africanas y no tradujeron sus leyes a los idiomas locales, lo que provocó que muchos lugareños no las comprendieran en absoluto. Morris señaló que los africanos de Nyasalandia se estaban volviendo cada vez más hostiles al dominio colonial debido al maltrato que sufrían en las plantaciones de propiedad blanca, y si los rebeldes hubieran logrado obtener el apoyo alemán y adquirir depósitos de armas durante el ataque al almacén de armas de la ALC en Blantyre, la situación podría haberse convertido en una lucha más amplia y prolongada. Morris concluye que la rebelión fue una respuesta a la opresión colonial, en particular a la injusticia racial. Fue una lucha por la libertad con elementos del utopismo cristiano, donde Chilembwe expresaba dos tradiciones políticas opuestas: el igualitarismo radical de Booth y la orientación pequeñocapitalista de las iglesias protestantes, que enfatizaba el derecho a la propiedad privada, el trabajo asalariado y la agricultura comercial.

### Comisión de Investigación
Tras la revuelta, la administración colonial formó una Comisión de Investigación para examinar las causas y la gestión de la rebelión. La Comisión, que presentó sus conclusiones a principios de 1916, concluyó que la revuelta se debió principalmente a la mala gestión de la plantación Bruce. La Comisión también culpó al propio Livingstone por el trato a los nativos, a menudo excesivamente severo, y por la mala gestión de la finca. La Comisión concluyó que la discriminación sistemática, la falta de libertades y el respeto eran causas clave del resentimiento entre la población local. También enfatizó el efecto de la ideología de Booth en Chilembwe.
Las reformas de la Comisión no fueron de gran alcance: si bien criticó el sistema thangata, solo introdujo cambios menores para acabar con la «brutalidad ocasional». Si bien el gobierno aprobó leyes que prohibían a los dueños de plantaciones utilizar los servicios de sus arrendatarios como pago de alquiler en 1917, aboliendo así el thangata, esta fue ignorada por todos. Otra Comisión, en 1920, concluyó que el thangata no podía abolirse efectivamente, y siguió siendo una fuente constante de fricción hasta la década de 1950.

## En la cultura posterior

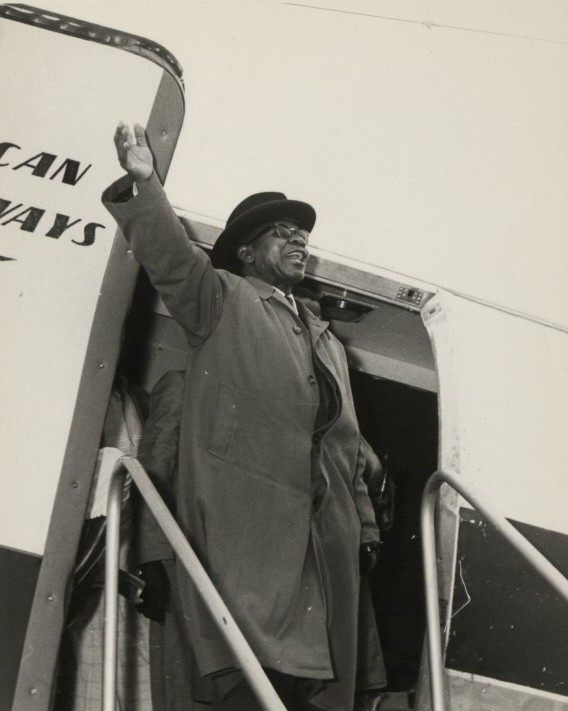
Hastings Banda, líder independentista de Malaui, defendió el legado de Chilembwe en la década de 1960

A pesar de su fracaso, el levantamiento de Chilembwe ha ganado desde entonces un lugar importante en la memoria cultural malauí moderna, y el propio Chilembwe ganó "estatus icónico". El levantamiento tuvo "notoriedad local" en los años inmediatamente posteriores, y los ex rebeldes fueron mantenidos bajo observación policial. Durante las siguientes tres décadas, los activistas anticoloniales locales idealizaron a Chilembwe y comenzaron a verlo como una figura semimítica. El Congreso Africano de Nyasalandia (NAC) de las décadas de 1940 y 1950 lo usó como una figura simbólica, en parte porque su presidente, James Chinyama, tenía una conexión familiar con Filipo Chinyama, quien se creía que era un aliado de Chilembwe. Cuando el NAC anunció que tenía la intención de conmemorar el 15 de febrero de cada año como el Día de Chilembwe, los funcionarios coloniales se escandalizaron. Alguien escribió que "venerar la memoria del fanático y sanguinario Chilembwe nos parece nada menos que una confesión de intención violenta".
El historiador Desmond Dudwa Phiri caracterizó el levantamiento de Chilembwe como una expresión temprana del nacionalismo malauí, al igual que George Shepperson y Thomas Price en su libro de 1958 Independent African, un estudio exhaustivo de Chilembwe y su rebelión que fue prohibida durante la era colonial pero aún ampliamente leída por la clase educada de Nyasalandia. Chilembwe llegó a ser visto como un héroe "no problemático" por muchos de los habitantes del país. El Partido del Congreso de Malaui, que finalmente llevó al país a la independencia en 1964, hizo un esfuerzo consciente para identificar a su líder Hastings Banda con Chilembwe a través de discursos y transmisiones de radio. Bakili Muluzi, quien sucedió a Banda en 1994, invocó de manera similar la memoria de Chilembwe para ganar apoyo popular, inaugurando una nueva fiesta nacional anual, el Día de Chilembwe, el 16 de enero de 1995. El retrato de Chilembwe pronto se agregó a la moneda nacional, el kuacha, y se reprodujo en sellos de Malaui. Se ha argumentado que para los políticos malauíes, Chilembwe se ha convertido en "símbolo, mito legitimador, instrumento y propaganda".

## Análisis histórico
La revuelta ha sido objeto de numerosas investigaciones y ha sido interpretada de diversas maneras por los historiadores. En su momento, se consideró que el levantamiento marcó un punto de inflexión en el dominio colonial británico. El gobernador de Nyasalandia, George Smith, declaró que la revuelta marcó una "nueva etapa en la existencia de Nyasalandia". Según el historiador Hew Strachan, el levantamiento de Chilembwe empañó el prestigio británico en África Oriental, lo que contribuyó, tras el nombramiento del futuro primer ministro Bonar Law como Secretario de Estado para las Colonias, a una renovada presión para una ofensiva anglo-belga contra el África Oriental Alemana.
Los objetivos de Chilembwe también han sido objeto de escrutinio. Según Robert I. Rotberg, el discurso de Chilembwe del 23 de enero pareció enfatizar la importancia e inevitabilidad del martirio como motivación principal. El mismo discurso describió el levantamiento como una manifestación de desesperación, pero debido a su deseo de "dar un golpe y morir", no tenía idea de con qué reemplazaría el colonialismo si la revuelta triunfaba. Rotberg concluye que Chilembwe planeaba tomar el poder en las Tierras Altas del Condado o quizás en todo Nyasalandia. John McCracken critica la idea de que la revuelta pudiera considerarse nacionalista, argumentando que la ideología de Chilembwe era, en cambio, fundamentalmente utópica y creada en oposición a los abusos locales del sistema colonial, en particular el thangata. Según McCracken, el levantamiento fracasó porque Chilembwe dependía demasiado de una pequeña burguesía europeizada y no obtuvo suficiente apoyo de las masas. El análisis que hace Rotberg de la revuelta de Chilembwe desde una perspectiva psicoanalítica concluye que la situación personal de Chilembwe, su asma psicosomática y su deuda financiera pueden haber sido factores que contribuyeron a su decisión de planear la rebelión.